# Musée français de la carte à jouer
Le Musée français de la carte à jouer est le seul musée consacré à la carte à jouer en France. Il abrite en annexe, dans le pavillon d'entrée de l'ancien château des princes de Conti qui jouxte le bâtiment moderne consacré à la carte à jouer, la Galerie d'histoire de la ville d'Issy-les-Moulineaux.
En 2023, le musée entame une rénovation architecturale et scénographique.

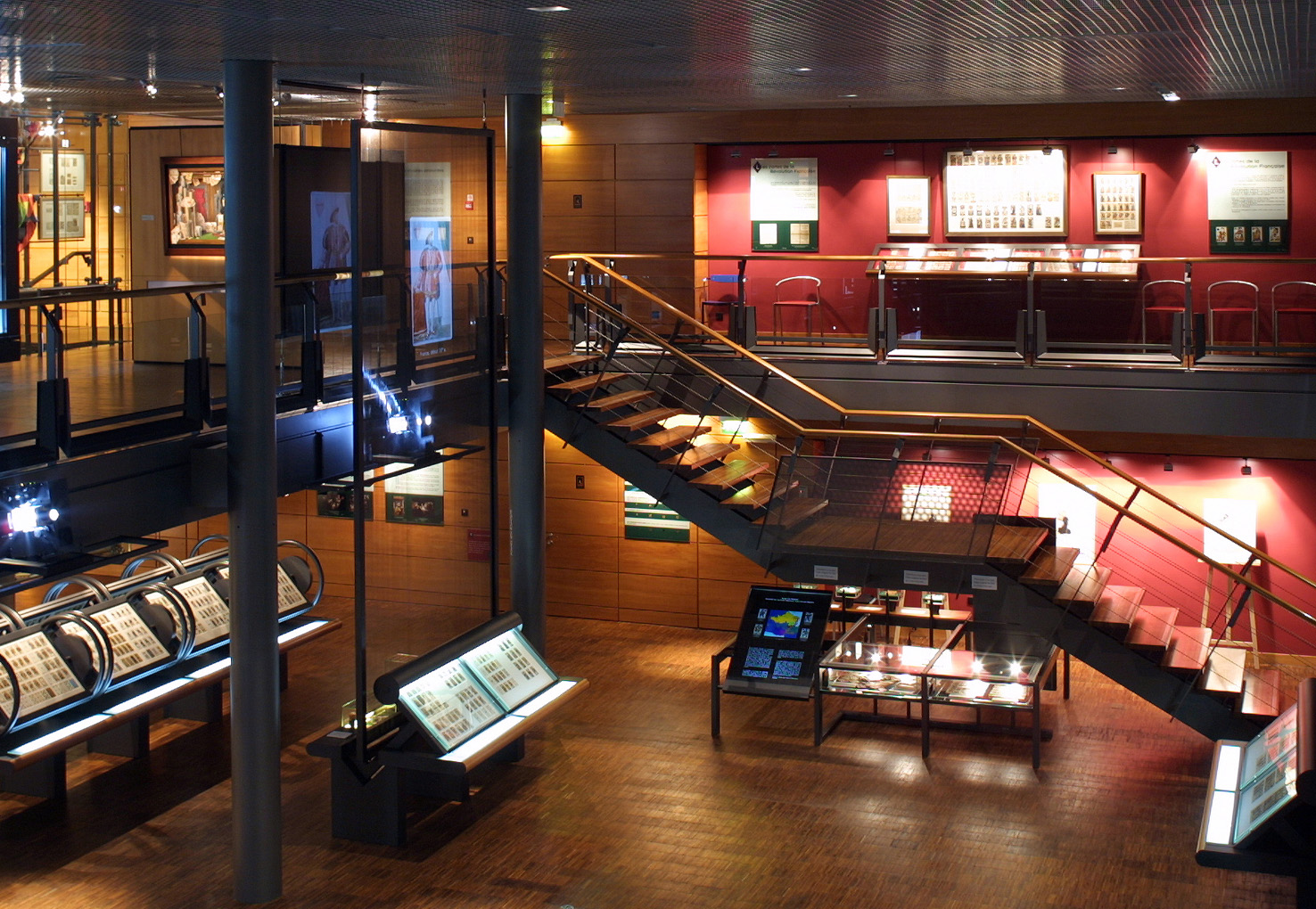
Vue intérieure du Musée français de la carte à jouer.

## Le musée
Le Musée français de la carte à jouer est créé en 1981, et inauguré en décembre 1997 dans ses nouveaux locaux dus à l'architecte Philippe Jean. Il est l'un des rares musées existant dans le monde consacrés à ce thème.
La collection du Musée français de la carte à jouer a été initiée en 1930 par une donation au profit de la Ville d’Issy-les-Moulineaux.
Plus de 11 000 ensembles, dont plus de 7 000 jeux de cartes, plus de 1 000 gravures, dessins, affiches et des milliers d'objets sont rassemblés dans le musée. Les thèmes sont :
- la France et ses « portraits régionaux » d’Ancien Régime, les péripéties de la Révolution, la naissance de notre « portrait français » actuel ;
- l’Europe aux multiples « portraits » allemands, italiens, espagnols… ;
- l’Asie (Chine, Inde et Japon) dévoile des cartes à jouer originales par leurs formes et leurs contenus ;
- la fabrication et la réglementation des jeux de cartes, l’univers du joueur, les scènes de jeux ;
- les cartes de fantaisie, propres à la rêverie, au rire, ou à la découverte…

Le musée présente aussi plusieurs expositions temporaires chaque année, une biennale d'art actuel, des animations (ateliers de magie, jeux de cartes…), des conférences et un centre de documentation spécialisé accessible sur rendez-vous. Ce centre propose de nombreuses ressources sur les cartes à jouer (techniques de fabrication, littérature (roman, poésie, théâtre, règles de jeux…) et sur l'aviation, dont Issy-les-Moulineaux est le berceau.
En 2019, le musée accueille l'édition annuelle du Muséomix, évènement expérimental et collaboratif sur trois jours lors duquel des projets de médiations sont montés.
En 2023, le musée compte  26 000 œuvres et objets dans sa collection.

## Fréquentation
| Année | Entrées gratuites | Entrées payantes | Total  |
| ----- | ----------------- | ---------------- | ------ |
| 2001  | 6 261             | 5 477            | 11 738 |
| 2002  | 7 215             | 5 226            | 12 441 |
| 2003  | 8 171             | 4 673            | 12 844 |
| 2004  | 7 884             | 4 970            | 12 854 |
| 2005  | 12 379            | 5 266            | 17 645 |
| 2006  | 9 007             | 6 166            | 15 173 |
| 2007  | 12 764            | 3 296            | 16 060 |
| 2008  | 10 909            | 4 177            | 15 086 |
| 2009  | 13 586            | 1 425            | 15 011 |
| 2010  | 11 404            | 3 690            | 15 094 |
| 2011  | 15 524            | 7 310            | 22 834 |
| 2012  | 17 329            | 4 736            | 22 065 |
| 2013  | 18 900            | 4 483            | 23 383 |
| 2014  | 16 683            | 5 861            | 22 544 |
| 2015  | 17 763            | 3 818            | 21 581 |
| 2016  | 16 612            | 6 852            | 23 464 |
| 2017  | 18 034            | 7 772            | 25 806 |
| 2018  | 20 653            | 4 508            | 25 159 |
| 2019  | 19 712            | 8 983            | 28 695 |
| 2020  | 8 005             | 3 503            | 11 508 |
| 2021  | 6 758             | 3 541            | 10 299 |

L'exposition Magic, Pokemon & Co (décembre 2022 - août 2023) a attiré un nombre record de 37 552 visiteurs.

## Expositions temporaires
La programmation du Musée français de la Carte à Jouer alterne entre des expositions dédiées à la carte à jouer et à l'histoire d'Issy-les-Moulineaux. Il expose aussi la création contemporaine lors de la Biennale d'Issy et d'expositions en partenariat avec l'association Les Arches.
- 17 décembre 2008-15 février 2009 : Les cartes à jouer au pays du Soleil levant
- 28 mars - 26 juillet 2009 : L'Île Saint-Germain, première île en aval de Paris
- 17 septembre - 25 octobre 2009 : 8ème Biennale d'Issy
- 19 novembre 2009 - 25 janvier 2010 : Victor Hugo, Issy et maintenant. La donation Laure et Raymond Lévy
- 25 novembre 2009 - 31 janvier 2010 : Itinéraire d'un peintre, René Dessirier
- 31 mars - 27 juin 2010 : Le "Tarot vivant" de Pino Settanni
- 17 septembre - 7 novembre 2010 : Polyptyque (avec l'artothèque de Saint-Cloud et l'association des Arches)
- 8 décembre 2010 - 13 mars 2011 : Raymond Peynet : un peu, beaucoup, passionnément...
- 13 avril - 24 juillet 2011 : Edouard Boubat, photographie
- 14 septembre - 23 octobre 2011 : 9ème Biennale d'Issy, Vanités contemporaines
- 7 décembre 2011 - 11 mars 2012 : Alice au royaume des cartes à jouer, de Tenniel à Pat Andrea
- 18 avril - 22 juillet 2012 : Les nouvelles couleurs de l'industrie
- 29 septembre - 28 octobre 2012 : Projet X (avec l'association des Arches)
- 12 décembre 2012 - 31 mars 2013 : Jeux des sept familles et compagnie
- 24 avril - 28 juillet 2013 : Les envols : Jacques-Henri Lartigue et les débuts de l'aviation
- 13 septembre - 17 novembre 2013 : 10ème Biennale d'Issy, "l'art du goût, le goût de l'art"
- 18 décembre 2013 - 25 mai 2014 : Marionnettes du bout du monde
- 17 septembre - 26 octobre 2014 : Noir et blanc / Couleur (avec l'association des Arches)
- 10 décembre 2014 - 26 avril 2015 : "Jeux et merveilles", cartes à jouer et autres trésors de la collection de Jean Vérame
- 24 juin - 19 juillet 2015 : Le monde de Nabuko Ishikawa
- 18 septembre - 15 novembre 2015 : 11ème Biennale d'Issy : "Noir-blanc : un duel éternel"
- 16 décembre 2015 - 20 mars 2016 : La "Belle boucle" de la Seine
- 27 avril - 10 juillet 2016 : Quand Derain fait danser les cartes
- 14 septembre - 30 octobre 2016 : Rituels & sortilèges : exposition des 12 artistes des Arches d'Issy (avec l'association des Arches)
- 16 novembre - 31 décembre 2016 : Serge Mendjisky : "l'éclectique" (avec le Musée Mendjisky)
- 25 janvier - 23 avril 2017 : L'Inde & les ganjifas : Les cartes à jouer indiennes. Miroirs d'une civilisation
- 17 mai - 13 août 2017 : Peindre la banlieue. De Corot à Vlaminck
- 13 septembre - 12 novembre 2017 : Biennale d'Issy 2017
- 13 décembre 2017 - 12 août 2018 : Auguste Rodin & son mouleur Paul Cruet
- 12 septembre - 28 octobre 2018 : "Je(ux) est un autre" des artistes des Arches (avec l'association des Arches)
- 5 décembre 2018 - 30 juin 2019 : Paysages d'architecte : une promenade à Issy par Raymond Depardon
- 15 mai - 14 août 2019 : Fabuleuses cartes à jouer dans les collections de la BnF
- 11 juillet - 14 août 2019 : Manuscrits de Bossuet à Saint-Exupéry : les legs du collectionneur Daniel Savary
- 11 septembre - 14 août 2019 : Biennale d'Issy 2019 : "portraits contemporains : selfies de l'âme ?"
- 11 décembre 2019 - 7 juin 2020 : Cartomancie, entre mystère et imaginaire (une version virtuelle de l'exposition est proposée lors de la crise du COVID-19[9])
- 17 juin - 18 octobre 2020 : Albert Dubout dessine les Français
- 19 septembre - 30 octobre 2020 : Chaomose : les artistes des Arches investissent le musée (avec l'association des Arches)
- 19 mai - 14 août 2021 : Le Joker, un fou au pays des cartes
- 26 mai - 14 août 2021 : L'année terrible 1870-1871, regards croisés
- 15 septembre - 7 novembre 2021 : Biennale d'Issy : Chimères artistiques, figurer le cosmos
- 15 décembre 2021 - 13 mars 2022 : Tarots enluminés, chefs-d'œuvre de la Renaissance italienne
- 11 mai - 14 août 2022 : Victor Prouvé, le maître de l'art nouveau à Issy
- 14 septembre - 28 octobre 2022 : "Regardez voir", exposition des artistes des Arches (avec l'association des Arches)
- 14 décembre 2022 - 13 août 2023 : Magic, Pokémon & Co.
- 13 septembre - 12 novembre 2023 : 15ème Biennale d'Issy
- 22 novembre 2023 - 11 février 2024 : "Archipel" de Jean Anguera (présenté aussi à la médiathèque d'Issy-les-Moulineaux)
- 14 février - 13 juillet 2024 : Constant Pape (1865-1920). La banlieue post-impressionniste
- 18 septembre - 25 octobre 2024 : "Je chante et la montagne danse" par les artistes des Arches (avec l'association des Arches)
- 18 décembre 2024 - 13 août 2025 : Magique ! (avec le Musée de la magie)

## Edition de jeux de cartes
Outre son activité de publication scientifique, le musée participe à l'édition de jeux anciens ou étrangers (Jeu de la sorcière, Scopa, Tarot) ou en collaboration avec des éditeurs et des auteurs de jeux. Ainsi en 2008, il réalise avec l'auteur Bruno Faidutti , en marge de l'exposition dédiée à son œuvre, et l'illustrateur Alban Guillemois le jeu policier Musée mystère se déroulant dans le musée.

## Distinctions
- 1999: Prix européen du Musée[3]